# Ciornomorsk
Ciornomorsk (în ucraineană Чорноморськ; până la 18 februarie 2016 – Illicivsk, Iliciovsk) este oraș regional din regiunea Odesa, Ucraina. 

## Demografie
Componența lingvistică a orașului Ciornomorsk
     Rusă (60,57%)
     Ucraineană (38,23%)
     Alte limbi (0,68%)
Conform recensământului din 2001, majoritatea populației orașului Ciornomorsk era vorbitoare de rusă (60,57%), existând în minoritate și vorbitori de ucraineană (38,23%).

## Orașe înfrățite
- Narva, Estonia
- Beyoğlu, Turcia
- Maardu, Estonia
- Qaradağ, Azerbaidjan
- Tczew, Polonia